# Bologne (viande)
Pour les articles homonymes, voir Bologne (homonymie).

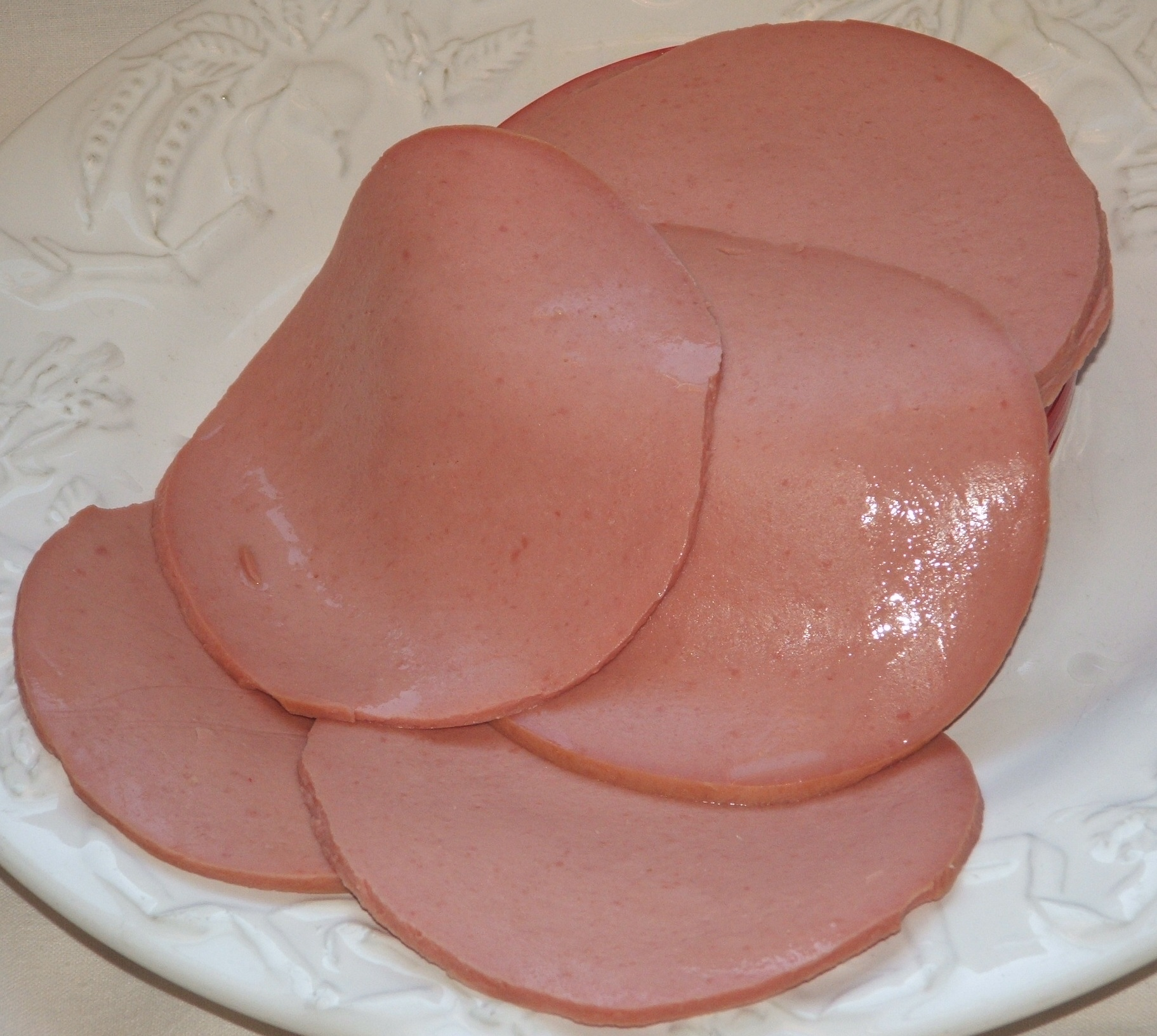
Tranches de saucisson de Bologne.

Le bologne, ou saucisson de Bologne, est un saucisson populaire aux États-Unis et au Canada, également connu sous le nom de lyoner, boloney, baloney, polony ou jumbo.
Le bologne doit son nom à une vague ressemblance avec la mortadella bologna, même si la différence de goût est notable, puisqu'il peut être composé de protéines de porc, de bœuf, de dinde ou de poulet